# 중부주 (바레인)
중부주(아랍어: المحافظة الوسطى)는 과거 바레인에 존재했던 주이다. 2014년 9월 25일을 기해 수도주와 북부주, 남부주에 합병되면서 폐지되었다.